# Sadkowice (gmina)
Pour les articles homonymes, voir Sadkowice.
Sadkowice est une gmina rurale du powiat de Rawa Mazowiecka, Łódź, dans le centre de la Pologne. Son siège est le village de Sadkowice, qui se situe environ 19 km à l'est de Rawa Mazowiecka et 73 km à l'est de la capitale régionale Łódź.
La gmina couvre une superficie de 121,08 km2 pour une population de 5 725 habitants.

## Géographie
La gmina inclut les villages de Broniew, Bujały, Celinów, Gacpary, Gogolin, Jajkowice, Kaleń, Kłopoczyn, Lewin, Lipna, Lubania, Lutobory, Nowe Lutobory, Nowe Sadkowice, Nowe Szwejki, Nowy Kaleń, Nowy Kłopoczyn, Olszowa Wola, Paprotnia, Pilawy, Przyłuski, Rokitnica-Kąty, Rudka, Rzymiec, Sadkowice, Skarbkowa, Studzianki, Szwejki Wielkie, Trębaczew, Turobowice, Władysławów, Zabłocie, Zaborze et Żelazna.
La gmina borde les gminy de Biała Rawska, Błędów, Cielądz, Mogielnica, Nowe Miasto nad Pilicą et Regnów.